# Sigtunaskolan Humanistiska Läroverket
Sigtunaskolan Humanistiska Läroverket (SSHL) är en privat internatskola för högstadiet och gymnasiet, som bildades 1980 genom sammanslagningen av Sigtunastiftelsens Humanistiska Läroverk (SHL) och Sigtunaskolan (SS). Skolan var ett av Sveriges tre riksinternat. Den är belägen i Sigtuna i Sigtuna kommun  ett tiotal kilometer norr om Stockholm. Sigtunaskolan ägs och drivs av Sigtuna Skolstiftelse, Sigtunastiftelsen och Knut & Alice Wallenbergs stiftelse. Många personer med betydande positioner i samhället har gått på den nuvarande skolan och dess föregångare, bland andra kung Carl XVI Gustaf, medlemmar av Wallenberg-familjen och den före detta statsministern Olof Palme.

## Historia
SSHL bildades 1980 genom en sammanslagning av de då två största riksinternaten i Sverige, Sigtunastiftelsens Humanistiska Läroverk (SHL) och Sigtunaskolan. SHL grundades 1926 av Manfred Björkquist och Arvid Bruno. Sigtunaskolan grundades 1924 av Harry Cullberg. 
SHL fick 1932 rätt examinera för studentexamen, som därefter gavs till 1968. Realexamen gavs från omkring 1930 till omkring 1970.
Skolbyggnaden restes 1927–1929 och ritades av arkitekten John Åkerlund som var knuten till stiftelsen.
I mars 2021 förstördes skolans hundraåriga aula i en brand.

## Verksamhet
SSHL är beläget på den västra kullen i Sigtuna stad, på samma plats där SHL tidigare låg. Skolan har cirka 600 elever, av vilka 200 bor på skolans internat. Skolan har haft 12 elevhem varav åtta är i bruk, fyra för pojkar och fyra för flickor. Pojkhemmen är Midgården, Backa, Tallåsen och Sandvreten. Flickhemmen är Berga, Skoga, Björka och Haga. 

## Alumner
- H.M Konung Carl XVI Gustaf[9] (Herrgården, SHL)[10]
- Erik Belfrage (Midgården, SHL)
- Hasse Ekman (Sandvreten, SS)
- Stig Engström (Skandiamannen)
- Daniel Espinosa[11](Herrgården,SSHL)
- Annika Falkengren (Skoga, SHL)[10]
- Cecilia Gralde (Backa, SSHL)
- Cecilia Hagen (Berga SHL)[10]
- Agnes Hellström[12](Berga, SHL)
- Jan Kallberg (Ängsbacken, SHL)[10]
- Curt Nicolin (Ängsbacken, SHL)[10]
- Olof Palme (Ängsbacken, SHL)[10]
- Povel Ramel (Kvarnbranten, SHL)[10]
- Folke Rydén[10]
- Bo Sköld
- Magnus Stenbock (SS)
- Marcus Wallenberg (SS)[10]
- Peter Wallenberg (SS)[10]
- Bengt Öste (Ängsbacken, SHL)[10]
- Nicholas Hellström (Tallåsen, SSHL)
- Julia Winter

## Idrott
Mellan de åtta internathemmen sker idrottstävlingar om olika idrottspriser. Bland annat utövas badminton, basket, fotboll, friidrott, innebandy, futsal och volleyboll. Det sker även idrottstävlingar genom Sveriges Internat- och Privatskolors Idrottsorganisation, SIPSI, som förutom Sigtunaskolan utgörs av Enskilda gymnasiet, Lundsbergs skola och Viktor Rydberg Gymnasium.